# Juwel-Palais

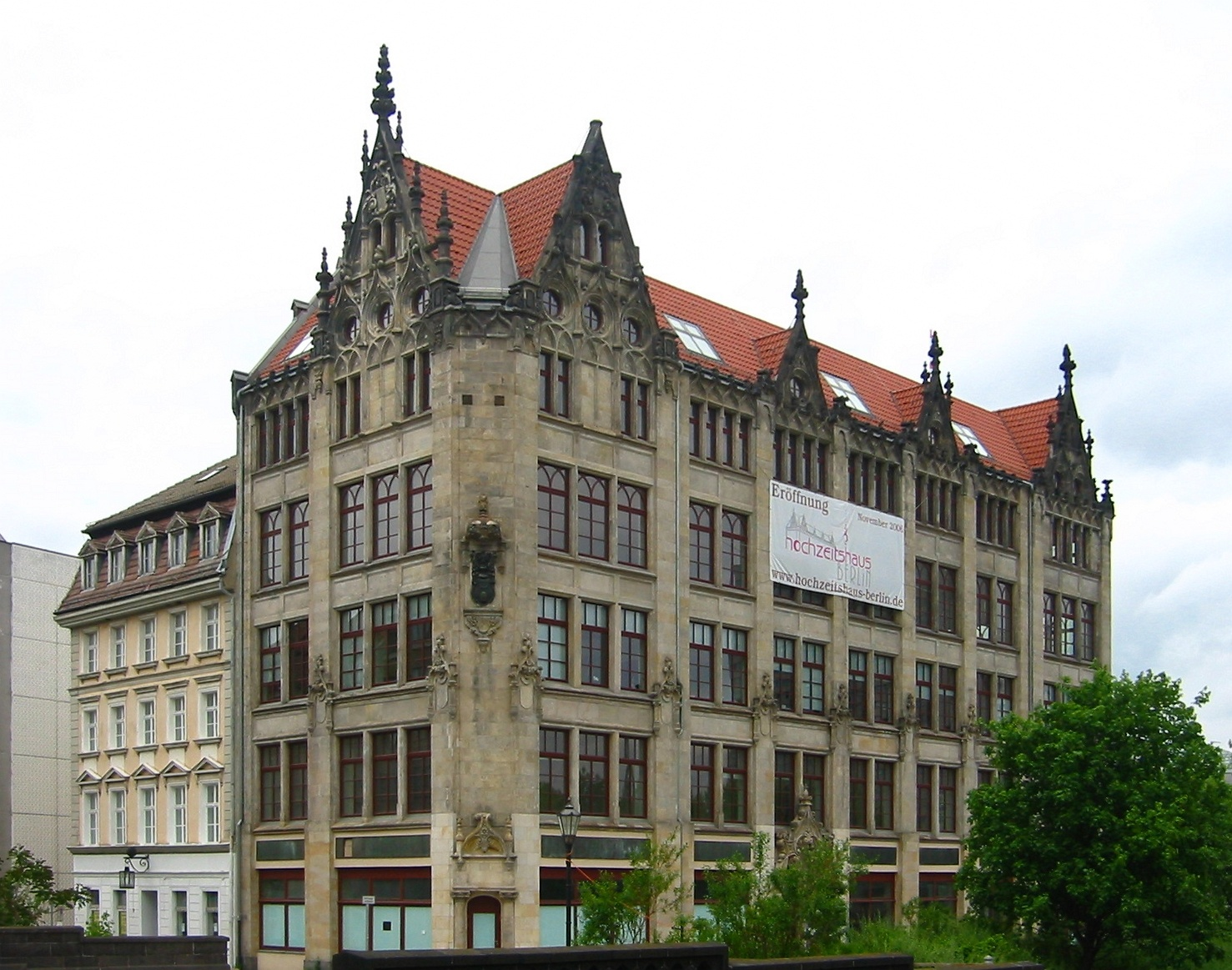
Ansicht des Juwel-Palais von der Gertraudenbrücke

Das Juwel-Palais ist ein Gebäude im Berliner Ortsteil Mitte. Der im neugotischen Stil errichtete Bau steht auf der gegenüberliegenden Spreeseite des Spittelmarktes direkt an der Gertraudenbrücke. An seiner Lage lässt sich noch der ursprüngliche Verlauf der Gertraudenstraße erkennen.

## Geschichte

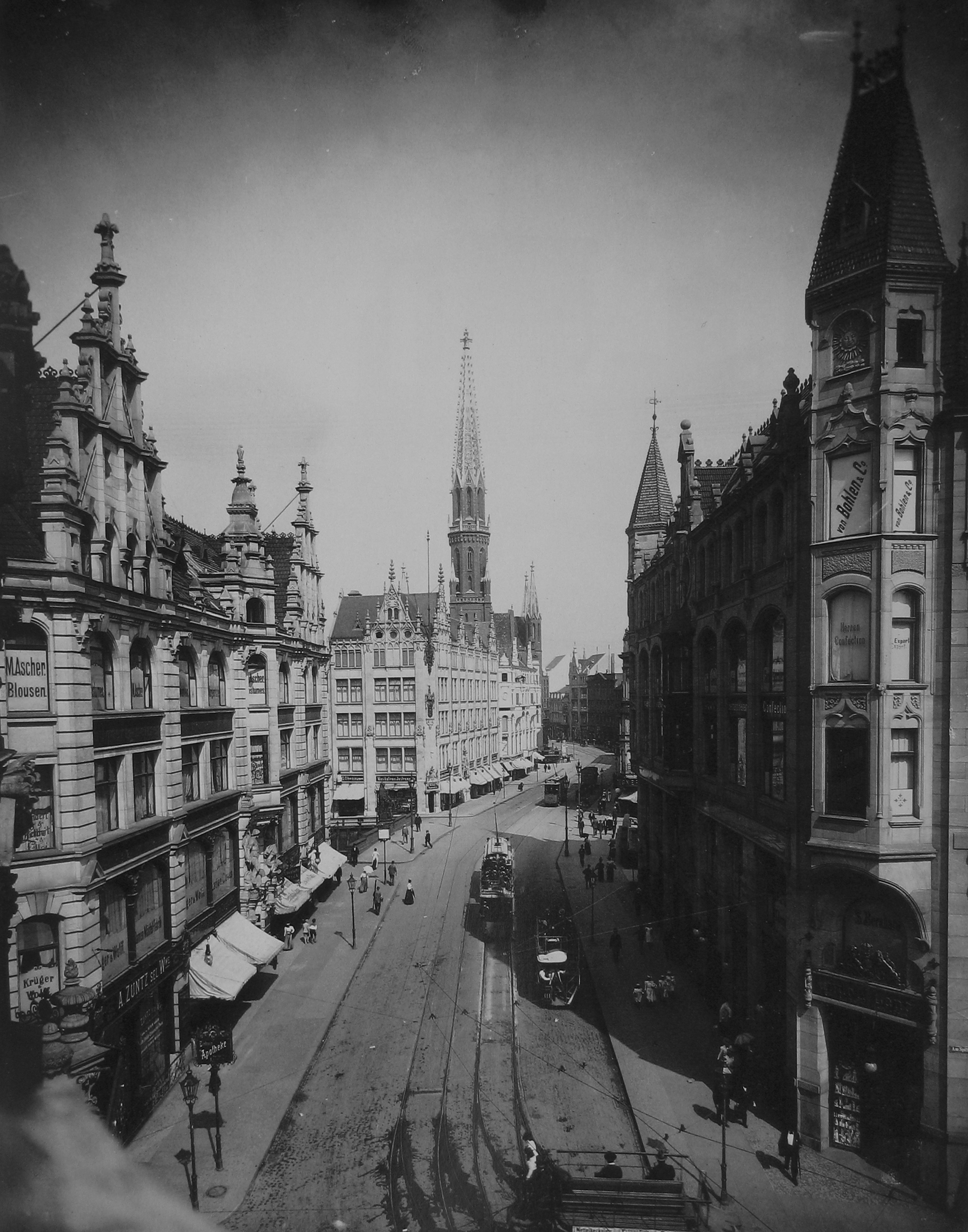
Gertraudenstraße mit Juwel-Palais und Petrikirche, gesehen vom Spittelmarkt, 1901

Das von den Architekten Max Jacob und Georg Roensch entworfene Haus wurde in den Jahren 1894 bis 1898 erbaut. Errichtet wurde es für den Kaufmann Wilhelm Müller, der dort einen Großwarenhandel für Gold betrieb. Später beherbergte es unter anderem ein Konfektionshaus, einen Musikverlag und einen Hochzeitsausstatter. Zu DDR-Zeiten hatte zudem der Deutsche Turn- und Sportbund dort seinen Sitz, während im Erdgeschoss weiterhin eine Gold- und Juwelenhandlung untergebracht war.
Nach der deutschen Wiedervereinigung kaufte der Unternehmer Karlheinz Hurle das Palais vom Bundesvermögensamt und ließ das unter Denkmalschutz stehende Gebäude 2002 sanieren. Dabei wurden die Holzfenster originalgetreu restauriert, im Erdgeschoss Natursteinfliesen und in den anderen Etagen Parkettfußböden verlegt. Von den im Haus vorhandenen Fliesen mussten zum Teil 27 Farbschichten abgetragen werden.
Nach der Fertigstellung erhielt das Gebäude in Anlehnung an seine historische Nutzung den ursprünglichen Namen Juwel-Palais. Im Jahr 2007 eröffneten in dem Bau ein „Hochzeitshaus“ genanntes Geschäfts- und Dienstleistungszentrum zum Thema Trauung und Ehe sowie ein Restaurant.

## Besonderheiten

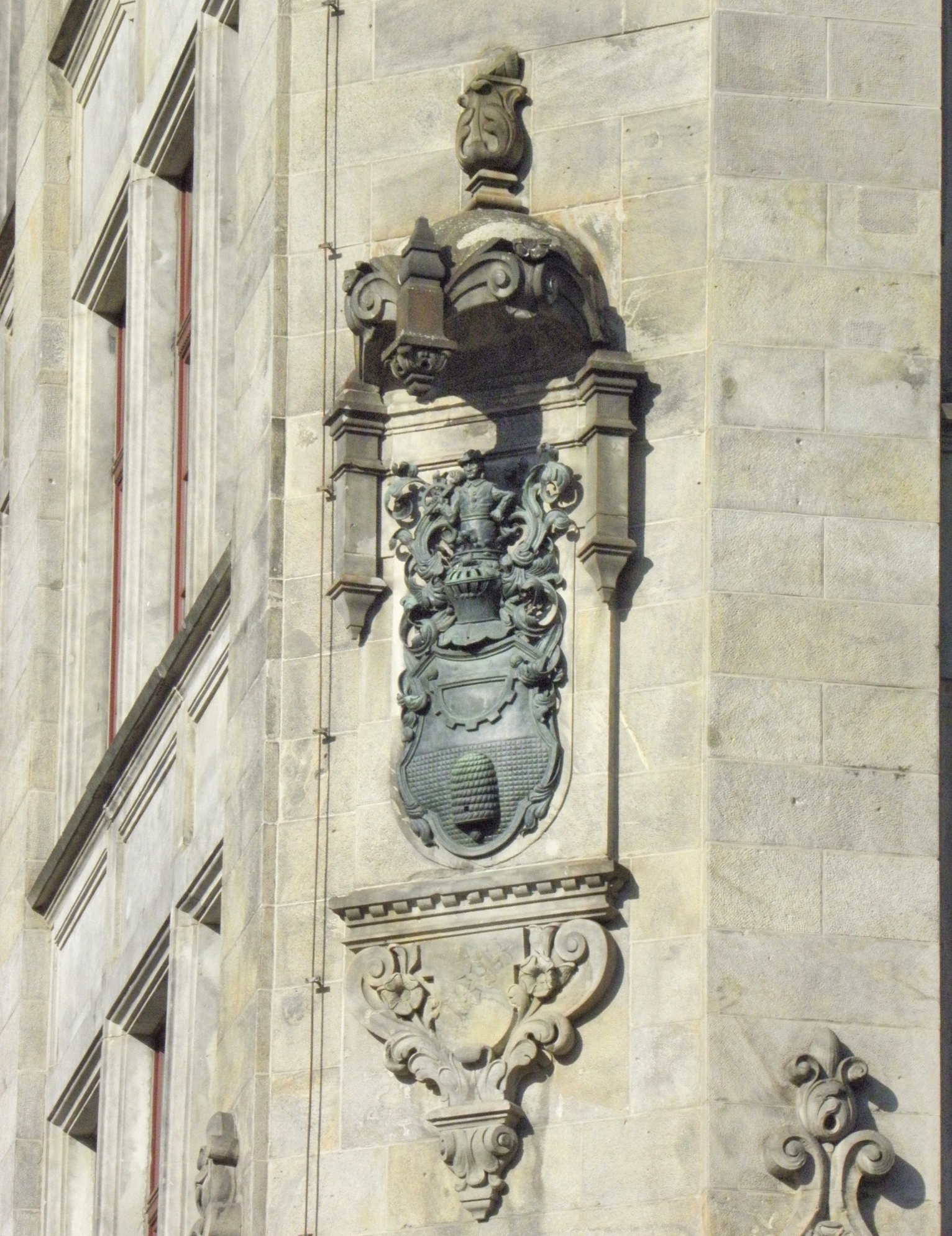
Wappenschmuck

An der Südwestecke, die abgeschrägt ist, befindet sich ein bronzener Bauschmuck. Dieser zeigt einen Kaufmann, der auf einem Teil einer Ritterrüstung steht und einen Winkelmesser hochhält. Darunter ist ein Bienenkorb zu sehen. Winkelmessgerät und Bienenkorb gelten auch als Symbole für Freimaurerei, wobei nicht deutlich ist, ob diese Haltung den Baumeistern oder dem Bauherrn zugeschrieben werden kann.
Das Juwel-Palais überstand den Zweiten Weltkrieg weitgehend unbeschadet und ist heute das einzige noch erhaltene historische Gebäude am Spittelmarkt. Darüber hinaus ist es das letzte sogenannte „Dreigiebelhaus“ in Berlin. Aus der Zeit der Erstnutzung stammen noch 16 – im ganzen Haus verteilte – Tresore, die zum Teil erhalten blieben.